# The Settlers II
The Settlers II: Veni, Vidi, Vici (нем. Die Siedler II: Veni, Vidi, Vici — «Поселенцы II: пришёл, увидел, победил») — компьютерная игра в жанре градостроительного симулятора с элементами стратегии в реальном времени, разработанная и изданная немецкой компанией Blue Byte Software в 1996 году для MS-DOS. Вторая игра в серии The Settlers, сиквел The Settlers. Спустя год было выпущено издание Gold Edition (с англ. — «Золотое издание»), которое включает редактор уровней. В 1997 и 2007 году соответственно игра была портирована на Mac OS и Nintendo DS. В 2018 году игра была переиздана на Microsoft Windows компанией Ubisoft как History Edition.
В 2006 году был выпущен «юбилейный» ремейк The Settlers II: 10th Anniversary, также разработанный Blue Byte Software и изданный Ubisoft. В отличие от оригинальной игры, которая выполнена в двумерной графике, «юбилейная» версия была создана с использованием трёхмерного графического движка.

## Игровой процесс
О игровом процессе оригинальной игры см. Игровой процесс The Settlers.
The Settlers II является градостроительным симулятором с элементами стратегии в реальном времени. Игровой процесс не был кардинально изменён по сравнению с оригинальными The Settlers, однако в игру был добавлен ряд новых юнитов и зданий, заставляющий незначительно изменить тактику игры. Как и в первой части игры, игровой процесс разворачивается вокруг «поселенцев», занимающихся перевозкой материалов и работающих в зданиях. Поселенцами управляет компьютер, игрок лишь отдаёт общие приказы вроде строительства зданий. Важной игровой механикой является строительство сети дорог для формирования эффективной транспортной системы, так как перевозка товаров может осуществляться только по дорогам
The Settlers II основана на SVGA-игровом движке с поддержкой нескольких окон. Это позволяет игроку направить маленькую камеру на отдельного поселенца и следить за его бытом, или же установить слежение за стратегически важным строением, например — главным зданием. Был добавлен ряд новых зданий и профессий, например: охотник, добывающий еду убийством диких животных; верфь, на которой можно строить торговые корабли для освоения новых островов; новое военное здание — катапульта, обстреливающая вражеские боевые постройки в радиусе своего действия. Кроме того, были введены вьючные животные, которые могут, как и поселенцы, заниматься перевозом товаров по дорогам. Немного изменилась и боевая система: теперь перед нападением войска можно размещать в палаточных лагерях у вражеской границы, чтобы во время самой атаки не ждать, пока воины дойдут из тыла. Был доработан и интерфейс: в меню каждого здания появилась кнопка, позволяющая приостановить его работу; игровой процесс стало возможным ускорять; а при постройке дорог теперь не обязательно вручную прокладывать весь путь — игра сама найдёт крачайший.
Игра поделена на два режима: «кампания» и «свободная игра» (в Mission CD свободная игра была переименована в «бесконечную игру»). Кампания является набором миссий для одного игрока, в которых игроку предлагается сражаться с компьютерными игроками с целью взять под свой контроль территорию с нужным для победы объектом. В оригинальной The Settlers II кампания состоит из 10 миссий, в которых игроку предстоит управлять римлянами. Дополнение Mission CD добавило вторую кампанию, состояющую из девяти миссий, в которых игроку снова предлагается играть за римлян. Свободная игра является битвой на выбранной карте между 2—4 народами (римляне, нубийцы, викинги и японцы), которые могут управляться как игроками, так и компьютером. Народы различаются по эстетике, но не имеют между собой геймплейных отличий. Игры, в которых участвует два игрока-человека, осуществляются методом разделённого экрана.

## Сюжет
Действие игры разворачивается на четвёртом году правления вымышленного римского императора Травиана Августа Цезаря (лат. Travianus Augustus Caesar). Октавий (лат. Octavius), капитан римского флота, плыл на своём корабле, названном Tortius, через опасное «Море штормов» в «Латонические провинции». Однако корабль попал в шторм, сбился с курса, и его спустя несколько дней прибило к берегу ещё не открытого римлянами острова. Высадившиеся на берег римляне обнаружили большое количество еды и решили поселиться на нём — хотя и понимали, что если за ними пошлют спасательную экспедицию, она вряд ли найдёт их здесь.
Отправившись на разведку, они наткнулись на похожую на ворота структуру с надписью на латыни Consiste ut procederas («осесть, чтобы достичь прогресса»). Озадачившись противоречивой натуре этого сообщения, римляне продолжили строить своё поселение. Спустя тринадцать месяцев, в воротах открылся портал.
Войдя в портал, они очутились на другом острове, и, спустя несколько месяцев, столкнулись с жившими на острове нубийцами. Нубийцы мирно поприветствовали римлян, рассказав о своей «священной реликвии», которая, как догадался Октавий, была следующим порталом. Он попросил провести их к ней, но, услышав отказ, решил пробиваться к нему силой. Спустя пять месяцев сражений римляне победили нубийцев и вошли в портал. В течение нескольких лет они продолжали идти по цепочке порталов, перемещаясь от острова к острову, вступая в битвы с очередными поселениями нубийцев, а также викингов и японцев.
Спустя десять лет после кораблекрушения, они на очередном острове обнаружили последний портал, ведущий домой, который, к их удивлению, охранялся враждебно настроенными римлянами. Сумев пробиться через их ряды, они, наконец, вернулись в Империю.
Кампания, добавленная в Mission CD, рассказывает историю правнука Октавия, стремящегося захватить весь мир.

## Разработка
Blue Byte с самого начала намеревалась выпустить сиквел к компьютерной игре The Settlers, если она окажется успешной. Коммерческий успех игру действительно ждал: к июню 1996 года первая часть игры разошлась тиражом в 215 000 копий, что превысило ожидание издателя, поэтому Blue Byte сразу же выделили команду из 12 человек для работы над второй частью игры. В игре была улучшена графика и звуковые эффекты, увеличена сложность игрового процесса, построенного на симуляции закона спроса и предложения, а также осуществлён ряд мелких исправлений аспектов, не понравившихся Blue Byte в оригинальной игре. Они также собирали мнения игроков и работали над исправлением всего, что не нравилось фанатам в оригинальной игре или что фанаты считали возможным в ней улучшить. Фолькер Вертих, геймдизайнер и программист оригинальной игры, не принимал участие в разработке сиквела, поскольку, как он написал, «после двух лет программирования The Settlers я какое-то время очень не хотел видеть этих маленьких человечков».
Томас Хаузер, занимавшийся обеспечением качества The Settlers, по инициативе Blue Byte был повышен до менеджера проекта The Settlers II. В ходе разработки первой части Хаузер, только недавно нанятый в Blue Byte, составил список возможных геймплейных улучшений для разработчиков, которые не были введены, так как разработчикам не хватало времени, а игра близилась к своему выпуску. Однако разработчики были впечатлены его идеями, и после того, как сиквелу дали зелёный свет, они решили реализовать их в новой игре. Это в конечном счёте привело к тому, что Хаузер, программист по профессии, стал работать в качестве ведущего геймдизайнера.
Графические улучшения The Settlers II включают большее количество движущихся объектов на экране, большее количество возможных анимаций для самих поселенцев и четыре абсолютно отличающихся внешне народа. Среди геймплейных улучшений — более стратегически глубокая боевая система, позволяющая игрокам отправлять разведчиков и использовать наступательное военное сооружение в виде катапульты. Кроме того, была введена сюжетная однопользовательская кампания, заменившая несвязанные миссии первой игры, которые просто увеличивали свою сложность, не давая игроку никакой связующей истории. Изначально команда перестаралась при разработке однопользовательской сюжетной линии, создавая карты, загонявшие игрока в узкие рамки в том, что он мог или не мог делать, и вводя скриптовые ситуации, зависящие от времени. Довольно быстро они сообразили, что это слишком сильно противоречит принципам игровых механик, заложенных первой игрой, и соответственно изменили дизайн уровней. По словам Хаузера:
Мы поначалу по-другому воспринимали игру. Она была намного более сюжетно-ориентированной, однако мы отошли от этого концепта. Каждый играет по-своему — если вы начинаете игру постройкой двух лесопилок вместо одной каменоломни, игра уже разворачивается абсолютно по-другому. Поэтому в игре не может быть жёстко заданных путей и, скажем, определённых событий, случающихся через 20 минут.
Несмотря на попытки команды сделать The Settlers II настолько хорошей, насколько они могли, в интервью 2006 года Хаузер заявил, что, как и в случае с первой частью, в игре остались элементы, которыми они были недовольны: «такие вещи, как система помощи. Честно говоря, её вообще не было. Игроку приходилось серьёзно поработать, чтобы влиться в игру, и множество особенностей игры вам приходилось изучать тяжёлым путём. Мы бы очень помогли новым игрокам, если бы мы что-то в это вложили». Он также был согласен с фанатами в том, что система морских грузоперевозок работала плохо, даже после патчей в Gold Edition: «она не работала как мы задумывали. Помню, что корабли не доставляли желаемые предметы на другие острова, и мы не успевали решить эту проблему. Потому что в то время системы разработки были намного сложнее в использовании, и у нас не было таких возможностей отладки как сейчас. Она просто не работало как мы задумывали». Когда началась разработка The Settlers III в 1997 году, Blue Byte снова начала собирать обратную связь фанатов, и наиболее частой просьбой было изменение системы морских грузоперевозок из The Settlers II.

### Версия для Mac OS
В августе 1997 года Blue Byte объявила о выпуске игры на Mac OS в том же году. По словам Хаузера, «мы не могли и не хотели больше игнорировать постоянные запросы пользователей Mac. Однако перенос на Macintosh такой сложной игры, как The Settlers II, означал бы освоение новых направлений — не только для нас, но и для индустрии в целом. Не так легко было найти программистов, способных не просто повторить качество The Settlers, но и удовлетворить высокие стандарты качества пользователей Mac». Александер Б. Кристоф, один из специалистов, работавший над портом, рассказывал: «поскольку у Mac совершенно другая архитектура процессора, сложную анимацию Settlers — со всеми тысячами фаз анимации — пришлось полностью переделать. Код ландшафта, оптимизированный для процессоров Intel, также пришлось переписать». Однако в апреле 1998 года Томас Герцлер, CEO Blue Byte и продюсер The Settlers II, объявил, что компания не будет выпускать последующие игры на Mac, сославшись на низкие продажи и отсутствие поддержки со стороны Apple: «мы недавно проанализировали ситуацию, и похоже, в силу низких продаж The Settlers II на Macintosh, Blue Byte будет невыгодно продолжать разрабатывать и выпускать игры на Macintosh. Как большой фанат Mac, я был разочарован тем, что мы не получили никакой поддержки со стороны Apple при работе над игрой».

### Версия на Nintendo DS

Скриншот The Settlers на Nintendo DS, на котором видно использование двух экранов: на верхнем — окно действий, на нижнем — основной игровой процесс

В июле 2006 года Ubisoft, купившая Blue Byte в феврале 2001 года, анонсировала выпуск The Settlers II на Nintendo DS, что стало первым случаем выпуска игры серии не на персональный компьютер. Хотя в пресс-релизе игра упоминалась под названием The Settlers, по описанию порта и упоминанию «римской и мировой кампаний» было ясно, что это The Settlers II: Gold Edition. Хотя Ubisoft и Blue Byte параллельно занималась ремейком The Settlers II на Microsoft Windows, The Settlers II: 10th Anniversary, версия на Nintendo DS являлась точной копией оригинальной The Settlers II, с обновлённым управлением и слегка изменённым интерфейсом. В частности, игра использовала один из экранов DS для размещения окна действий, а на втором отображала сам игровой процесс. У игроков была возможность поменять назначение экранов местами, поскольку управление в игре полностью осуществлялось с помощью стилуса, заменяющего мышь на обоих сенсорных экранах.
Хотя идея перевыпустить оригинальную игру поначалу казалась простой и понятной задачей, реализация её оказалась куда сложнее в силу различий в архитектурах ПК и DS. Так, чтобы добиться идентичной 1996 году графики, им пришлось полностью переписать графическую подсистему: за внешне двумерной изометрической графикой скрывался полноценный трёхмерный игровой движок.
В марте 2007 года немецкий игровой сайт Gameswelt опубликовал интервью с Blue Byte, в котором была затронута тема адаптации игры для портативного устройства. Обсуждая подводные камни порта, Blue Byte объяснили:
На ПК вам мало нужно было думать о размере кода, графики и звуков. [Версия на DS] же должна быть строго оптимизированной, а потому — полностью переписанной. Вся графика была переработана, и все карты тоже оптимизированы. Кроме того, геймплей был адаптирован на DS; в частности, мы хотели использовать наличие двух экранов.
Они так объяснили выбор DS в качестве платформы для порта игры:
мы всегда хотели выпустить серию The Settlers на других платформах, расширить нашу фанбазу. Однако стратегические игры сложно реализовать на консолях, в первую очередь из-за управления. С другой стороны, Nintendo DS подходит для стратегического жанра, поскольку поддерживает ввод через сенсорный экран. Так как целевая аудитория как The Settlers, так и Nintendo DS — люди всех возрастов, мы нашли идеальную целевую платформу для The Settlers.

## Рецензии и оценки
| Сводный рейтинг    | Сводный рейтинг | Сводный рейтинг      |
| Издание            | Оценка          | Оценка               |
| Издание            | DS              | PC                   |
| ------------------ | --------------- | -------------------- |
| GameRankings       | 38 %            | 84 %                 |
| Metacritic         | 39/100          |                      |
| Иноязычные издания |                 |                      |
| Издание            | Оценка          | Оценка               |
| Издание            | DS              | PC                   |
| CGW                |                 | [ 31 ]               |
| Eurogamer          | 1/10            |                      |
| GameSpot           | 3,5/10          | 7,3/10 6,6/10 (Gold) |
| IGN                | 4/10            |                      |
| PC Gamer (UK)      |                 | 89 %                 |
| Arcane             |                 | 8/10                 |
| PC Games           |                 | 91 %                 |
| PC Player          |                 | [ 8 ]                |
| Pocket Gamer       | 3/10            |                      |

The Settlers II получила положительные отзывы критиков, средний балл по четырём рецензиям на GameRankings составляет 84 %. Рецензенты хвалили графику игры и экономическую систему, однако критиковали игру за боевую систему.
Петра Мауэрёдер из PC Games оценила игру в 91 %, присудила ей награду «PC Games Award» и назвала её игрой месяца и «мирового класса». Критике подверглись система уведомлений, которая показалась ей недостаточно надёжной для уведомления об атаках, «навязанное самоуправство» лесорубов, которым невозможно указать, какие деревья вырубать первыми, и отсутствие режима игры по сети. Однако она похвалила графику и игровой процесс, заключив: «эта игра вдохновит вас — не важно, ветеран ли вы The Settlers, или обычно скептично относитесь к играм этого жанра».
Джеймс Флинн из PC Gamer присудил игре 89 % и был особенно впечатлён балансом между строительством городов и боями. Похвалы в частности удостоилась экономическая система, на которой была построена игра, описываемая Джеймсом «настолько здравой, что всё, что вы делаете, имеет идеальный смысл». Он также похвалил графику и разнообразие анимаций, однако раскритиковал малые отличия от первой части, написав: «Blue Byte не изменили игру фундаментально так, как MicroProse изменили Civilization II».
Йорг Лангер из PC Player оценил игру в 4 балла из 5 и присудил ей награду «Gold Player». Хотя он раскритиковал «непрямой контроль» над боевыми действиями и тот факт, что «дипломатии здесь нет в помине», он похвалил графические улучшения по сравнению с первой игрой, сложность экономической системы и сюжетную одиночную кампанию, заключив: «Settlers 2 подходит как терпеливым казуальным игрокам, так и экспертам стратегий — в мире нет более созидательной и расслабляющей стратегической игры».
Тим Картер из Computer Gaming World поставил игре оценку 4 из 5 и отметил характер игры и сложность экономической системы, особенно похвалив фокус на экономике вместо боевых действий: «победа или поражение строится на экономике, и будет очень сложно компенсировать экономическую слабость лучшими военными тактиками». Он также назвал игру «весёлым и увлекательным опытом, испытывающим ваш мозг, но не действующим вам на нервы».
Энди Батчер из Arcane оценил игру в 8 баллов из 10, написав: «помимо добавления новых строений и ресурсов, Settlers 2 также включает улучшенную графику и поддерживает многопользовательскую игру. Большие фанаты оригинальной игры найдут более чем достаточно новых вещей, чтобы занять своё внимание, а простота управления даст возможность новичкам с лёгкостью втянуться в игру. The Settlers 2 — прекрасная стратегическая игра, невероятно увлекательная и затягивающая».
Трент Уорд из GameSpot присудил игре 7,3 балла из 10, написав: «в игре не так уж много занятий, способных сделать длительную застройку мира особо интересной». Похвалив графику и экономическую систему, а в особенности сложность отношений между различными типами строений, он раскритиковал боевую систему, заключив: «для тех, кто жаждет более открытых игр, низкая вариативность строительства в The Settlers II и вызывающая сонливость боевая система загонят игру в рамки стратегической посредственности». Стефан Пул оценил Gold Edition в 6,6 баллов из 10. Он также похвалил экономическую систему, однако, как и Уорд, раскритиковал боевую. Он также пожаловался на отсутствие сетевой игры, заключив: «игра определённо не для каждого, однако для тех, кто готов справляться с контролем обширной империи, Gold Edition — прекрасное предложение».

### Продажи и награды
Игра была коммерчески успешной, её продажи существенно превысили продажи оригинальной The Settlers. Только в Германии к ноябрю 1996 года было продано 150 000 копий. К августу 1997 года было продано свыше 500 000 копий по всему миру, а к маю 1998 эта цифра доросла до приблизительно 600 000. В августе 1998 года игра получила «платиновую награду» от Verband der Unterhaltungssoftware Deutschland e.V. (VUD), присуждаемую играм стоимостью 55 марок или более, которые продались тиражом свыше 200 000 копий внутри страны за первые 12 месяцев после выпуска.
В 1996 году игра была номинирована на награду «стратегия реального времени года» журнала Computer Games Strategy Plus, однако победителем в номинации стала игра Command & Conquer: Red Alert. В 1997 году британский журнал PC Gamer поставил игру на 27 место в списке «PC Gamer Top 100», назвав её «выдающимся испытанием для мозга».

### Nintendo DS
Перевыпуск на Nintendo DS получил в основном отрицательные рецензии, со средним баллом в 39 из 100 на Metacritic на основании шести рецензий и 38 % на GameRankings на основании семи рецензий. Критики отмечали плохую отзывчивость сенсорного экрана, мелкий интерфейс и большое количество ошибок и сбоев.
Джек Деврис из IGN оценил версию The Settlers II для Nintendo DS в 4 балла из 10, назвав её «нудной, и … даже не работающей игрой». Он раскритиковал долгое время сохранений и загрузок, которое посчитал настолько плохим, что оно могло отбить у игрока желание сохраняться в принципе. Критике также подверглись неотзывчивое управление через сенсорный экран, частые краши и низкий темп игры. Он заключил: «игры вроде этой обычно классифицируются как „только для хардкорных фанатов“, но это было бы оскорблением для фанатов The Settlers. Самые большие фанаты игры будут разочарованы больше всех».
Кевин Ванорд из GameSpot присудил игре 3,5 балла из 10, назвав её «мешаниной багов». Он раскритиковал неотзывчивый сенсорный экран и «вялую» прокрутку меню. Он сильно раскритиковал баги, рассказав о миссии, которую невозможно завершить, если не выключить звук, и о миссии, в которой происходит краш каждый раз, когда игрок приближает или отдаляет камеру. Он заключил: «когда она работает, The Settlers доставляет непринуждённое веселье. Но поскольку вы никогда не можете быть увереным, как далеко вы дойдёте перед очередным крашем, зачем утруждать себя?».
Марк Уолбэнк из Pocket Gamer оценил игру 3 баллами из 10, сославшись на «непростительные технические проблемы». Он посчитал сенсорный экран неотзывчивым, прокрутку карты прерывистой, а иконки меню слишком мелкими. Также он назвал число программных ошибок «ошеломляющим», упомянув исчезающие иконки, периодическую невозможность атаковать врагов, пропадающие со складов ресурсы, а также краши, возникающие при изменении масштаба сразу после сохранения игры. Похвалив основной геймплей, он назвал The Settlers очень неудачной работой, дискредитирующей доброе имя серии.
Дэн Вайтхэд из Eurogamer дал игре 1 балл из 10, назвав её «одной из самых топорных и поломанных игр, когда-либо доходивших до коммерческого выпуска». Он раскритиковал неотзывчивый сенсорный экран, очень мелкие иконки, прерывистую прокрутку карты и меню. Но наибольшей критике подверглись баги. Дэн заключил: «Settlers II — великая игра. Классика. Но не эта версия. Эта версия — издевательство, которое не должно было выпускаться. Без критических ошибок она была бы разочаровывающим, но сносным портом, но невозможно играть в игру, не зная когда она будет работать как задумано и будет ли вообще».

## Дополнения, ремейки и переиздания
В декабре 1996 года в Германии было выпущено расширение The Settlers II Mission CD. Расширение включает девять новых миссий однопользовательской кампании, в которых игроку опять предстоит играть за римлян, на этот раз под командованием правнука Октавия, стремящегося захватить весь мир. Оно также включает 12 новых карт для свободной игры, которая была переименована в «бесконечную игру», и редактор карт.
В октябре 1997 года было выпущено переиздание The Settlers II: Gold Edition, включающее как оригинальную игру, так и Mission CD. В переиздание также вошли мелкие графические улучшения и правки геймплея. Кроме того, одиночная кампания из основной игры была переименована в «Римскую кампанию», а одиночная кампания из Mission CD — в «мировую кампанию». В 2009 году Gold Edition был выпущен в GOG.com.
В 2001 году началась разработка свободной игры с открытым исходным кодом Widelands, опубликованной под GNU General Public License. Widelands написана на C++ и построена на библиотеке SDL, разработка началась в 2001 году. Игра была вдохновлена The Settlers, и, в большей степени, The Settlers II, но является новой игрой с самостоятельным сюжетом, народами, строениями, графикой и геймплеем.
В 2006 году на Microsoft Windows был выпущен ремейк игры с новой сюжетной линией, The Settlers II: 10th Anniversary. Томас Хаузер, ведущий геймдизайнер оригинальной The Settlers II, выбрал именно эту часть, так как посчитал её наиболее любимой фанатами серии Settlers. При разработке ремейка было решено реставрировать оригинальную игру, а не переосмыслять её:

Очень большая проблема с Settlers 2 заключается в том, что если говорить с людьми об игре, у многих будет куча идей о том, как её улучшить. Это ведёт к очень сложной задаче: вы можете добавить кучу функций в игру, но игра тут же потеряет фокус на том, чем она является. Например, если разрешить прямой контроль над военной силой, или предоставить больше возможностей управлять поставками товаров, или дать возможность попросить конкретного лесоруба срубить то дерево, что мешает вам построить ферму — это полностью изменит игру. Мы решили не менять ни одну из этих механик. И было не так уж просто рассказать об этом людям.

В ноябре 2018 года Ubisoft перевыпустила оригинальную Gold Edition, как в виде отдельной History Edition, так и в составе The Settlers: History Collection. Игра оптимизирована для Windows 10, содержит как миссии из оригинальной игры, так и Mission CD, и включает функции автосохранения, поддержки 4K-мониторов и двух мониторов, настройки ввода мыши, клавиатуры и контроллера, а также поддержку различных устройств в режиме игры на разделённом экране. Сборник History Collection доступен только в Uplay и также включает переиздания The Settlers, The Settlers III, The Settlers IV, The Settlers: Heritage of Kings, The Settlers: Rise of an Empire и The Settlers 7: Paths to a Kingdom.